# Чеплез
Чеплез (словен. Čeplez) — невелике поселення в горах на схід від Церкно, Регіон Горішка, Словенія. Висота над рівнем моря: 564.4 м. 